# Wilfried Lingenberg
Wilfried Lingenberg (* 1969 in Darmstadt) ist ein deutscher Gymnasiallehrer, Komponist, Pianist, Organist und Klassischer Philologe.

## Leben
Lingenberg wuchs in Karlsruhe als Sohn der Theologin Annegret Lingenberg und des Mathematikers Rolf Lingenberg auf. Er studierte Klassische Philologie und Mathematik in Bonn und Oxford und arbeitete nach der Promotion zum Dr. phil. 2000 in Bonn zunächst als Unternehmensberater. Heute unterrichtet er Latein, Mathematik und Griechisch am Leibniz-Gymnasium Pirmasens und ist Privatdozent für Klassische Philologie an der Universität des Saarlandes.
Kompositionen von ihm erschienen beim jmk-Verlag Marxzell und bei copy-us Verlags GmbH Kleve.
Als Pianist wurde Lingenberg zu Konzerten unter anderem in Russland, England, Frankreich, den Niederlanden und den USA eingeladen und war Preisträger bei verschiedenen nationalen und internationalen Wettbewerben, z. B. 2009 in Colorado Springs und 2012 beim Internationalen Hans-von-Bülow-Wettbewerb Meiningen.
Schwerpunkt seiner wissenschaftlichen Arbeit sind text- und echtheitskritsche Untersuchungen zum römischen Dichter Ovid und dessen Umfeld sowie die Didaktik der alten Sprachen. Lingenberg ist Mitherausgeber der Fachzeitschrift Der Altsprachliche Unterricht.

## Schriften (Auswahl)
- Das erste Buch der Heroidenbriefe. Echtheitskritische Untersuchungen. Schöningh, Paderborn 2003, ISBN 3-506-79070-6 (online).
- Der Heroidestext in den frühesten Drucken. In: Hermes 144, 2016, S. 69–96.
- Überlieferung, Datierung und Autorschaft der Sabinusbriefe. In: Rheinisches Museum 161, 2018, S. 29–56.
- Sabini Epistulae. Mit Übersetzung und kritischem Kommentar. Winter, Heidelberg 2018, ISBN 978-3-8253-6854-8

## Musikalische Werke (Auswahl)
- Zwei Préludes für Klavier (1990)
- Drei Kanons für Orgel (1998)
- Der 130. Psalm für gemischten Chor (1999)
- Sonate für zwei Klaviere (1999/2000)
- Elegie für Tuba und Orgel (2002; ursprünglicher Titel: Intermezzo)
- „Mon cœur s’ouvre à ta voix“, freie Klaviertranskription nach Camille Saint-Saëns (2005)